# Innerstädtisches Gymnasium Rostock

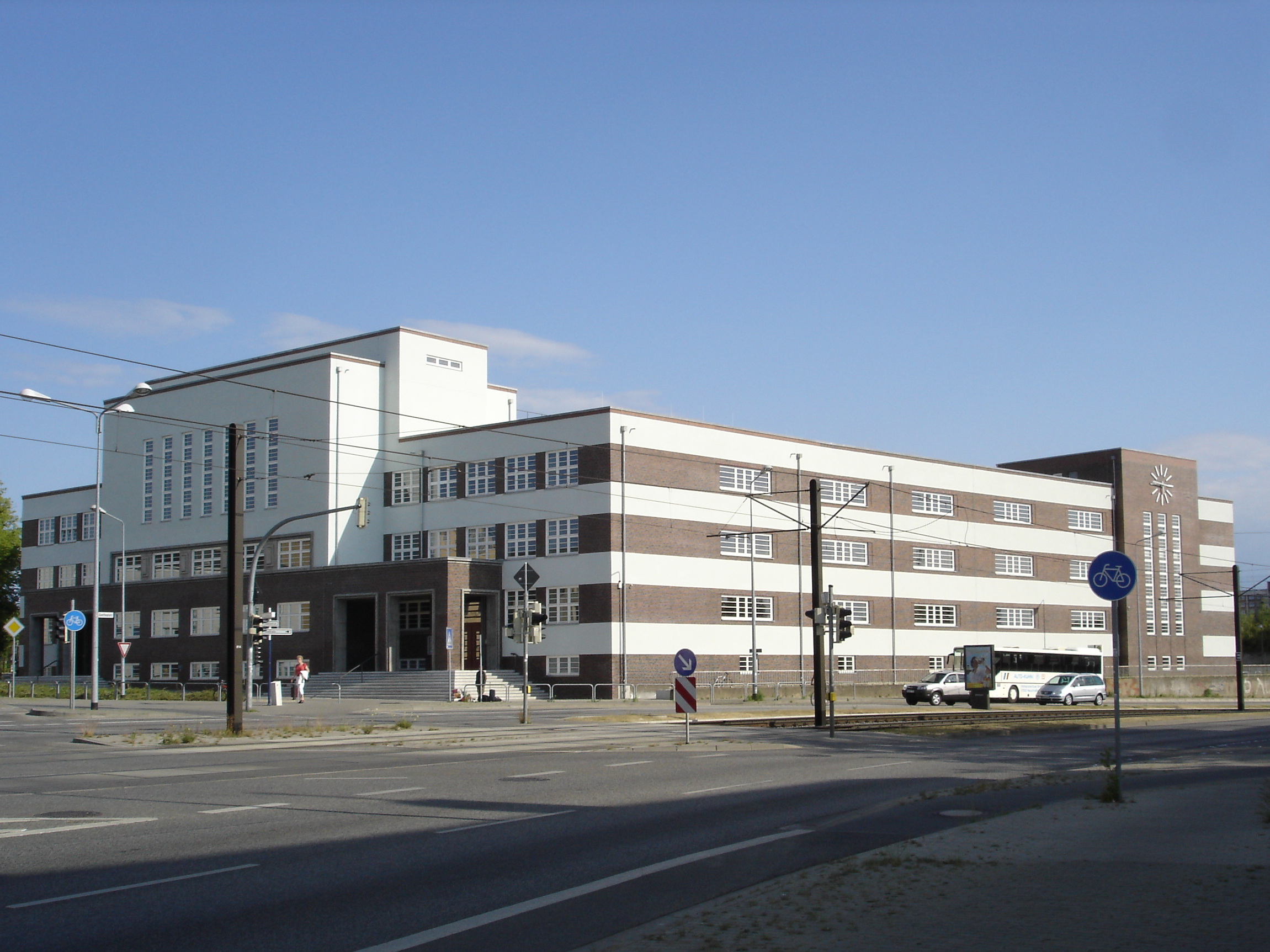
Innerstädtisches Gymnasium – Front Goetheplatz

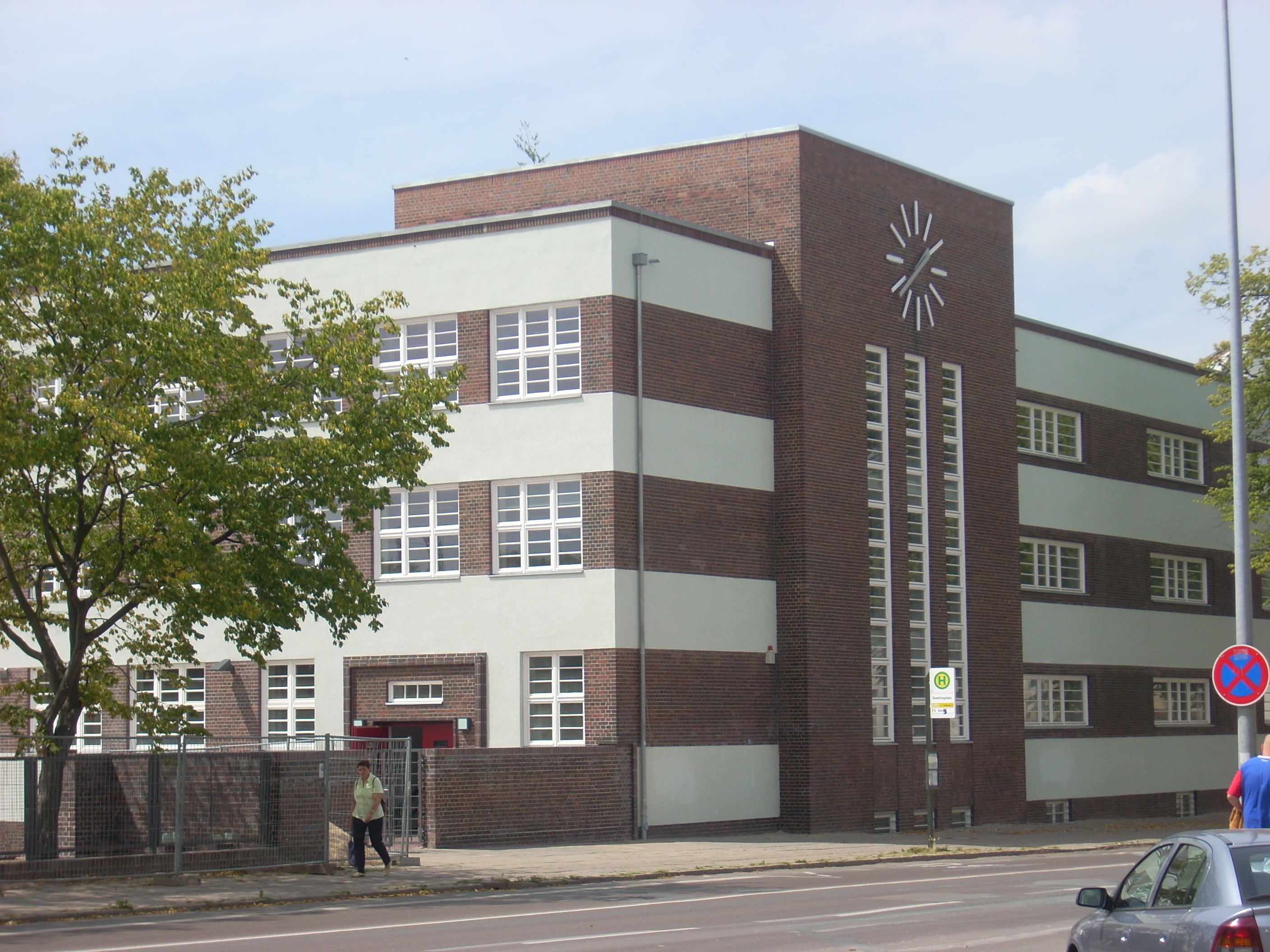
Innerstädtisches Gymnasium – Front Goethestraße

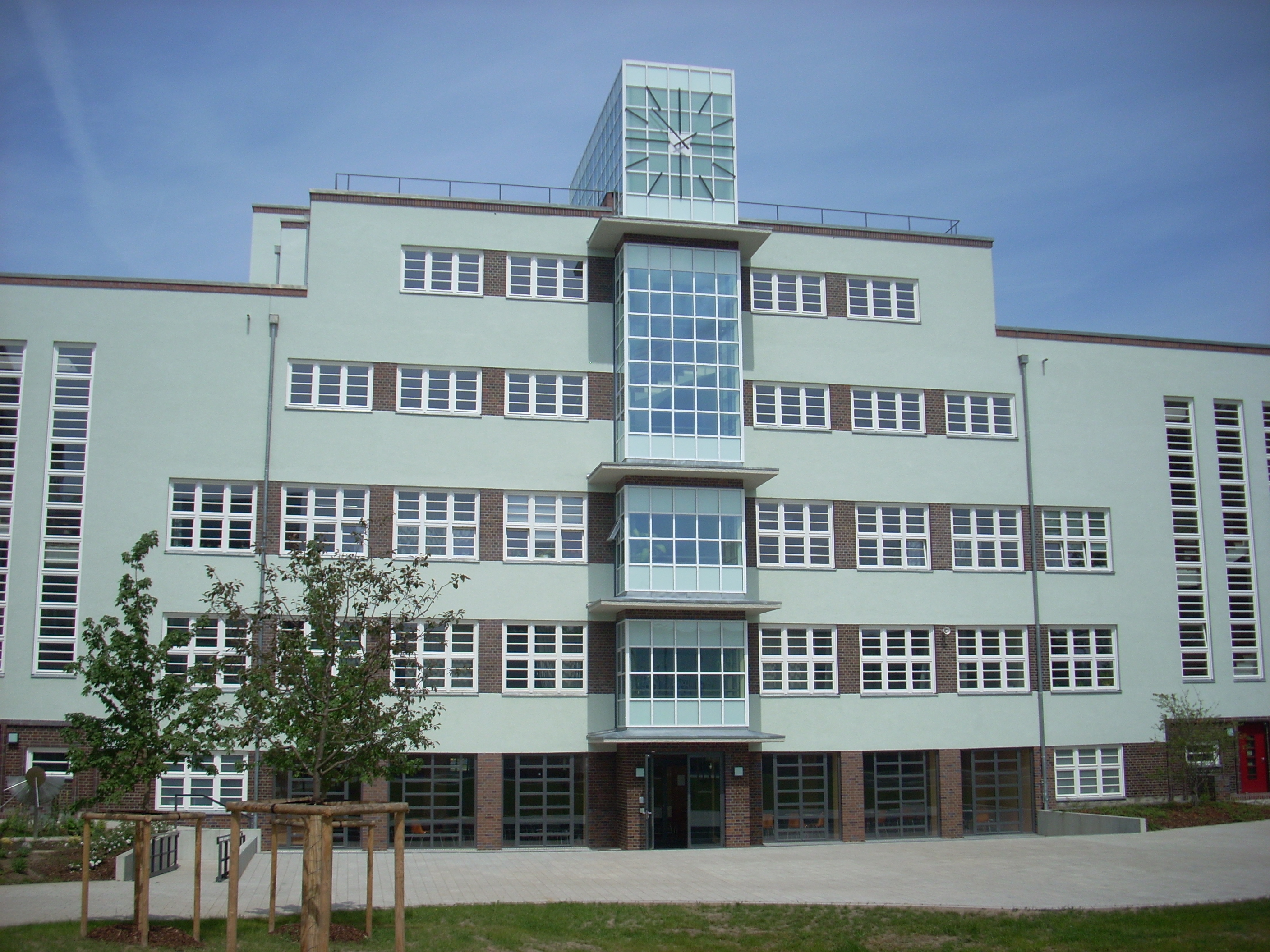
Innerstädtisches Gymnasium – Innenhof

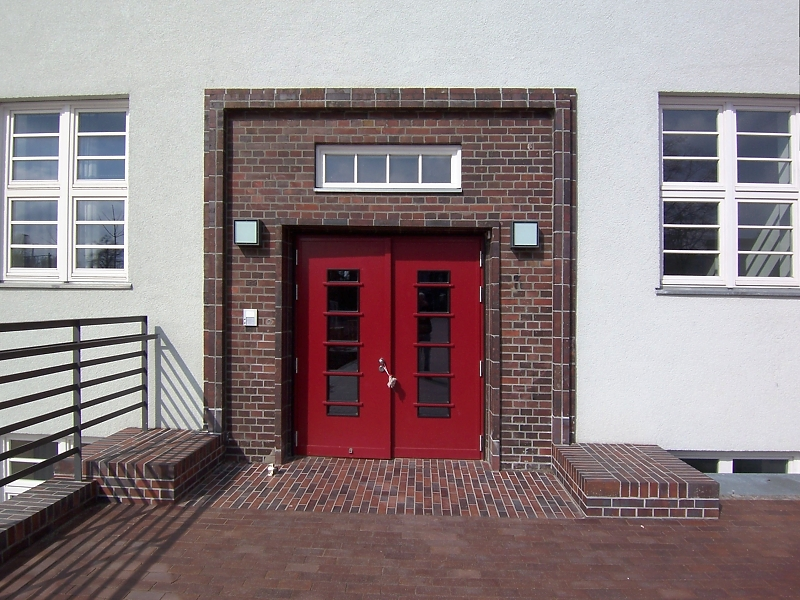
Eingang zum Ostflügel

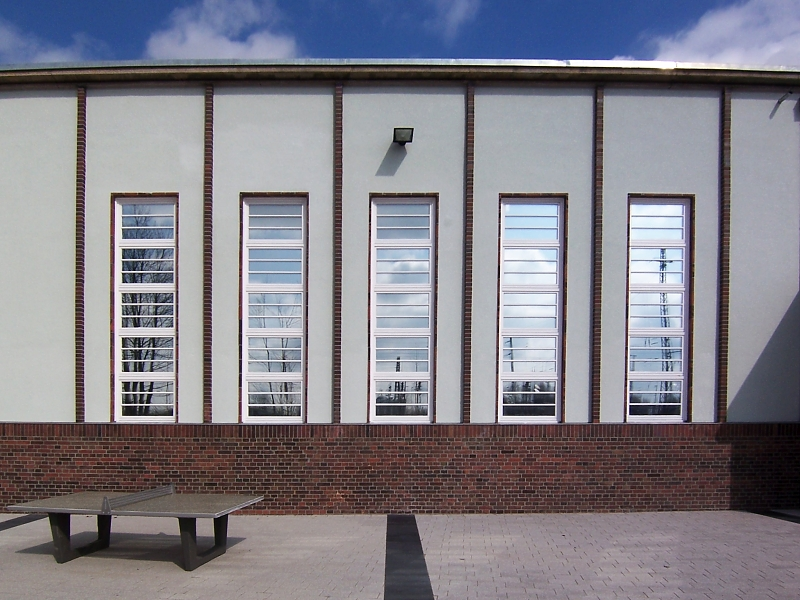
Fassadendetail

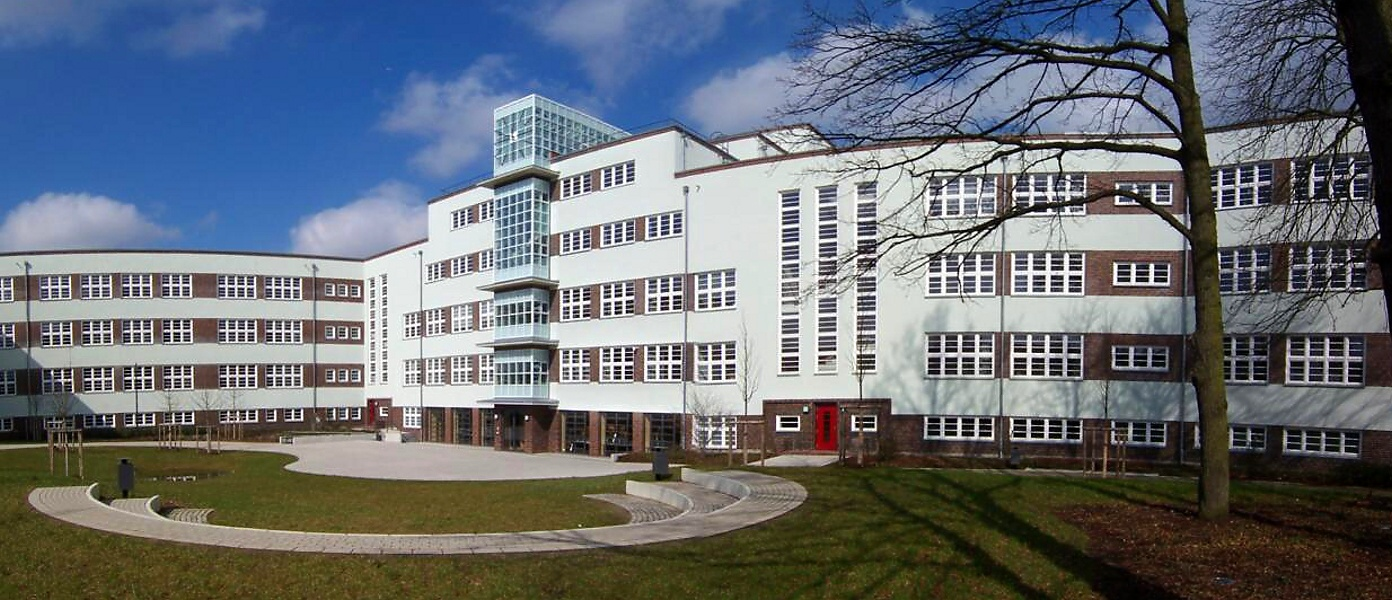
Innenhofpanorama

Das Innerstädtische Gymnasium (ISG) ist ein staatliches allgemein bildendes Gymnasium in Trägerschaft der Hanse- und Universitätsstadt Rostock. Es ging aus der Fusion der Großen Stadtschule Rostock und des Goethegymnasiums Rostock hervor.
Am Innerstädtischen Gymnasium Rostock lernen rund 900 Schülerinnen und Schüler der Jahrgangsstufen 7 bis 12.
Seit Januar 2008 ist das ISG im „Berringer-Bau“ am Goetheplatz untergebracht.
Das ISG ist außerdem eine UNESCO-Projektschule.

## Schulprofil
Das Schulprofil stützt sich im Wesentlichen auf drei Säulen:
- MINT: Die naturwissenschaftliche Ausrichtung wird durch eine MINT-Neigungsklasse ab der 7. Jahrgangsstufe unterstützt. Bis einschließlich der gymnasialen Oberstufe werden Projekte, Kurse und Wettbewerbe angeboten, die forschendes und naturwissenschaftliches Lernen befördern und zum Beispiel erfolgreiche Wettbewerbsteilnahmen bei Jugend forscht oder auch der Chemieolympiade ermöglichen. Das Juniorstudium an der Universität Rostock wird in Kooperation möglich gemacht. Die besten Physik-Abiturienten und Abiturientinnen werden mit dem Karl-Scheel-Preis ausgezeichnet.
- SPRACHE: Das Innerstädtische Gymnasium Rostock ist die offizielle AbiBac-Schule des Landes Mecklenburg-Vorpommern. Bereits ab der 7. Jahrgangsstufe können intensivierte Angebote im Fach Französisch wahrgenommen werden. Ab der 10. Klasse können sodann auch Sachfächer (Geschichte, Geografie/Sozialkunde) auf Französisch unterrichtet werden, um über den Leistungskurs Französisch in der Qualifikationsphase zum Abitur das deutsch-französische Doppelabitur AbiBac abzulegen. An der Schule können die Schüler und Schülerinnen Französisch-Diplome im DELF-DALF-Programm erwerben. Zu Partnerschulen in Frankreich, Schweden und den USA  werden regelmäßige Beziehungen gepflegt. Schüleraustausche über das Brigitte Sauzay-Programm werden zum Beispiel in das 9. oder 10. Schuljahr integriert. Regelmäßig im Februar können ältere Schüler und Schülerinnen an einer einwöchigen Reise nach Großbritannien teilnehmen.
- Musische Erziehung: Schüler und Schülerinnen haben ab der 7. Klasse die Möglichkeit, am erweiterten Musik-Unterricht teilzunehmen, der in der Oberstufe in den Fachkurs Musikensemble und das Hauptfach Musik überführt wird. Auf dem musischen Gebiet gibt es viele Traditionen, wie das Weihnachtskonzert, Theateraufführungen, Kunstausstellungen der Hauptfachschüler und das Kultur-Café. Der Leistungskurs Kunst und Gestalten unterstützt das kreative Potential der Schülerinnen und Schüler in der gymnasialen Oberstufe. In der Sekundarstufe 1 werden in Ganztags- und Wahlunterrichtsangeboten vielfältige Gestaltungstechniken im künstlerischen Bereich gelehrt und ausprobiert. Im Fach Darstellendes Spiel wird die Bühne und die eigene körperliche und verbale Ausdruckskraft erobert und gezeigt.

## Gesellschaftliche Aktivitäten
Das Innerstädtische Gymnasium ist wie der Vorgänger Goethegymnasium eine UNESCO-Projektschule. Die Schüler arbeiten aktiv im Model-United-Nations-Verbund mit. Die internationale BALMUN-Konferenz (Baltic Model United Nations) im Juni 2008 wurde als erste im Ostseeraum von den engagierten Schülern des Hauses organisiert und wird seitdem jährlich durchgeführt.

## Das Gebäude
Am 5. März 1930 wurde das von Stadtbaudirektor Gustav Wilhelm Berringer entworfene Gebäude für zwei Mädchenschulen – ein Staatliches Lyzeum mit Studienanstalt und ein Oberlyzeum – eingeweiht. Sie waren 1909 als Mädchenzug der Großen Stadtschule entstanden.
Später wurden die Einrichtungen in Oberschule I und II für Mädchen umbenannt. Am Ende des Zweiten Weltkrieges diente das Gebäude auch als Lazarett.
In der DDR-Zeit beherbergte es mehrere, meist weiterführende Schulen, am längsten die Herder-EOS (3. EOS), eine Erweiterte Oberschule mit erweitertem Russisch-Unterricht ab der 3. Klasse. Außerdem befand sich zunächst im rechten Gebäudeflügel eine Sonderschule, bevor dann auch die  1. EOS „Ernst Thälmann“ in den Gebäudekomplex umzog.
Von 1991 bis 1999 hieß das Haus „Gymnasium am Goetheplatz“ und von 1999 bis zur Fusion 2005 „Goethegymnasium“.
Nach einer denkmalgerechten Renovierung und Restaurierung wurde das Gebäude wieder im Stil der Neuen Sachlichkeit eingerichtet und Anfang 2008 durch das Innerstädtische Gymnasium bezogen.
Heute beherbergt das Gebäude nicht nur das Innerstädtische Gymnasium. Das Abendgymnasium ist ein fester Bestandteil, gemeinsam legen die Schüler im Hause das Abitur ab. Ebenso befindet sich im Erdgeschoss seit Oktober 2009 das Institut franco-allemand.
Seit 2012 gibt es im Haus einen Schulsanitätsdienst, mit Schülerinnen und Schülern, deren Ausbildung von den Maltesern unterstützt wird.

## Bekannte Schüler
- Liselot Huchthausen (1927–2020), Klassische Philologin
- Walter Kempowski (1929–2007), Schriftsteller, als Schüler des Realgymnasiums gegen Kriegsende am Goetheplatz unterrichtet
- Peter Schulz (1930–2013), Jurist, Politiker (SPD), ehemaliger erster Bürgermeister von Hamburg
- Nele Hertling (* 1934), Theaterdirektorin
- Hans-Jürgen Syberberg (* 1935), Filmemacher, Regisseur
- Joachim Gauck (* 1940), Theologe, Bürgerrechtler, Deutscher Bundespräsident
- Volker Bienengräber (1942–2013), Mediziner und Hochschullehrer
- Christine Lucyga (* 1944), Politikerin (SPD), ehemalige Bundestagsabgeordnete
- Conrad-Michael Lehment (* 1945), Ingenieur, Unternehmer und Politiker
- Wolfgang Zöllick (* 1946), Bürgermeister und Senator in Rostock sowie Präsident Hansa Rostock
- Dorit Linke (* 1971), Schriftstellerin
- Steffen Bockhahn (* 1978), Politiker (parteilos), Senator Jugend und Soziales, Gesundheit, Schule und Sport der Hanse- und Universitätsstadt Rostock, ehemaliger Bundestagsabgeordneter
- Claudia Müller (* 1981), Politikerin (Bündnis 90/Die Grünen), Bundestagsabgeordnete und Koordinatorin der Bundesregierung für maritime Wirtschaft und Tourismus
- Aika Klein (* 1982), Sportlerin, Short-Track Teilnehmerin an Olympischen Spielen (2002, 2006, 2010), Europameisterin 2010 (Staffel)
- Eva Maria Kröger (* 1982), Politikerin (Die Linke), Fraktionsvorsitzende der Rostocker Bürgerschaft, Landtagsabgeordnete, Oberbürgermeisterin der Hanse- und Universitätsstadt Rostock
- Stephan Krüger (* 1988), Ruderer, Teilnehmer der Olympischen Spiele 2008 in Peking, Weltmeister 2009 im Doppelzweier

## Schulleiter des Gebäudes am Goetheplatz nach der Wende
- 1991–2002: Ulrich Peper († 2009)
- 2002–2018: Thomas Döring
- seit 2018: Markus Riemer